# Convention européenne de la science-fiction

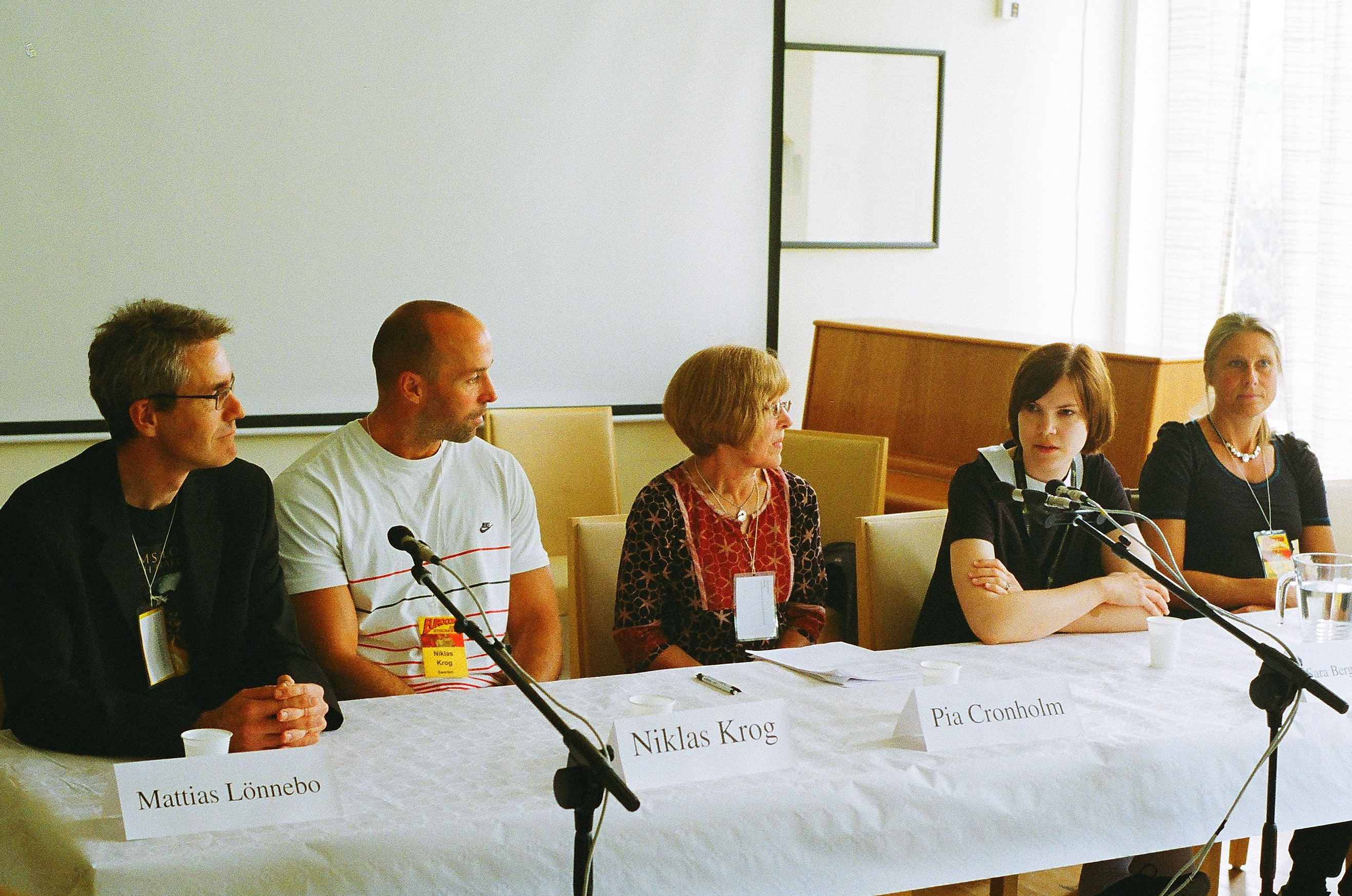
Eurocon, 2011.

La Convention européenne de la science-fiction ou Eurocon est le plus important congrès européen des amateurs de littérature, cinéma et jeux sur la science-fiction, le fantastique, la mythologie, l'horreur, les ovnis et le mystère. Cette convention a lieu chaque année dans différentes villes d'Europe.
Il ne s'agit pas forcément d'une convention organisée de façon autonome mais plutôt d'une dimension européenne donnée pour une année à une convention nationale existante.

## Histoire
La première convention a eu lieu en Italie en 1972, en partie sur le modèle de la Worldcon ; elle faisait suite à des réunions informelles du fandom de la science-fiction.
Eurocon a été créé comme une réponse à la nécessité de se rencontrer et de partager des expériences à l'échelle européenne. Cette convention permet la rencontre de représentants des fandoms nationaux et est aussi l'occasion d'une attribution des prix pour les auteurs de toute l'Europe.
Au début la convention avait lieu tous les deux ans.
Celle de 1974 fut organisée en France sur le campus de l'université de Grenoble et rassemblait entre autres Jean-Pierre Andrevon, Christine Renard, Michel Jeury ainsi que l'encyclopédiste Pierre Versins. Elle fut par la suite considérée comme un véritable passage de relais entre les auteurs français de SF des années 1970 et la nouvelle génération.
Depuis 1982 la convention est devenue annuelle.
En 1984, elle s'est tenue à Brighton lors de la Seacon (convention britannique) organisée sous la présidence de John Brunner avec comme invités d'honneur les auteurs Roger Zelazny, Christopher Priest, Pierre Barbet et Josef Nesvadba. Véritablement internationale, elle a reçu de nombreux auteurs européens mais aussi des Américains comme Marion Zimmer Bradley et des Canadiens comme Élisabeth Vonarburg.

## Organisation
Le vote des représentants du fandom européen concernant l'organisation de la prochaine Eurocon a lieu deux années à l'avance.

## Liste des Eurocon
- 1972 - Trieste, Italie[7].
- 1974 - Grenoble, France[8].
- 1976 - Poznań, Pologne[9].
- 1978 - Bruxelles, Belgique
- 1980 - Stresa, Italie[10].
- 1982 - Mönchengladbach, Allemagne
- 1983 - Ljubljana, Yougoslavie
- 1984 - Brighton, Angleterre, Royaume-Uni
- 1986 - Zagreb, en Yougoslavie
- 1987 - Montpellier, France
- 1988 - Budapest, Hongrie
- 1989 - San Marino, San Marino
- 1990 - Fayence, France
- 1991 - Cracovie, Pologne
- 1992 - Freudenstadt, Allemagne
- 1993 - Saint Helier, Jersey, Royaume-Uni
- 1994 - Timisoara, Roumanie
- 1995 - Glasgow, Écosse, Royaume-Uni (relié à la Worldcon)
- 1996 - Vilnius, en Lituanie
- 1997 - Dublin, Irlande
- 1999 - Dortmund, Allemagne
- 2000 - Gdynia, Pologne (relié avec la Polcon et Baltconem)
- 2001 - Capidava près de Constanta, Roumanie
- 2002 - Chotebor, République tchèque
- 2003 - Turku, Finlande
- 2004 - Plovdiv, Bulgarie
- 2005 - Glasgow, Écosse, Royaume-Uni (relié à la Worldcon)
- 2006 - Kiev, Ukraine
- 2007 - Copenhague, Danemark
- 2008 - Moscou, Russie
- 2009 - Fiuggi, Italie[11] ;
- 2010 - Cieszyn/Český Těšín, Pologne/République tchèque (conventions de Eurocon combinée, Polcon, ParCon sous le nom Tricon)
- 2011 - Stockholm, Suède
- 2012 - Zagreb, Croatie
- 2013 - Kiev, Ukraine
- 2014 - Dublin, Irlande
- 2015 - Saint-Pétersbourg, Russie
- 2016 - Barcelone, Espagne
- 2017 - Dortmund, Allemagne
- 2018 - Amiens, France[12] ;
- 2019 - Belfast, Irlande
- 2020 - reportée en 2021[13] ;
- 2021 - Fiuggi, Italie (15-18 juillet 2021)[14] ;
- 2022 - Dudelange, Luxembourg (07-10 avril 2022)[15] ;
- 2023 - Uppsala, Suède (08-11 juin 2023)[16] ;

## Futures Eurocon
- 2024 : Rotterdam, Pays-Bas (« Erasmuscon », 16-19 août 2024) ;
- 2025 : Mariehamn, Åland, Finlande (« Archipelacon 2 », 26-29 juin 2025) ;

## Prix

### 2017
- Meilleur artiste : 
  - Aurélien Police  (France)
  - Judith Clute (United Kingdom)
- Meilleur auteur : Dario Tonani (Italy)
- Livre pour enfant : Chasodei de Natalia Chtcherba (Ukraine)
- European Grand Master : Zoran Živković  (Serbia)

### 2019
- Meilleur artiste : Nicolas Fructus  (France)
- Meilleur auteur : Charles Stross (United Kingdom)
- Livre pour enfant : Begone the Raggedy Witches de Celine Kiernan (Ireland)
- European Grand Master : Ian McDonald (United Kingdom)